# Tom Kerssens
Tom Kerssens (Alkmaar, 2 april 2004) is een Nederlands voetballer die als middenvelder voor Jong AZ speelde.

## Carrière
Tom Kerssens speelde in de jeugd van CSV Jong Holland en AZ. Hier tekende hij in 2021 zijn eerste profcontract. Hij debuteerde in het betaald voetbal voor Jong AZ op 18 maart 2022, in de met 0-1 gewonnen uitwedstrijd tegen Jong FC Utrecht. Hij kwam in de 79e minuut in het veld voor Mohamed Taabouni. In het seizoen erna, 2022/23, viel hij ook eenmaal in voor Jong AZ. In dit seizoen won hij met AZ onder 19 de UEFA Youth League, door in de finale Hajduk Split te verslaan. In de slotfase van de finale mocht hij kort invallen. In het seizoen 2023/24 kwam hij vaker in actie in de Eerste divisie, namelijk 21 keer. Op 5 februari 2024 maakte hij zijn enige doelpunt in de met 1-0 gewonnen thuiswedstrijd tegen Roda JC Kerkrade. Hij eindigde deze wedstrijd als keeper, omdat Kiyani Zeggen geblesseerd raakte en er niet meer gewisseld mocht worden. In 2024 liep het contract van Kerssens af, waarna hij clubloos was. Hij was op proef bij Vitesse en Jong FC Utrecht, maar dit leverde geen contract op.

### Statistieken
| Seizoen                      | Club           | Land           | Competitie     | Competitie | Competitie | Beker | Beker | Totaal | Totaal |
| Seizoen                      | Club           | Land           | Competitie     | Wed.       | Dlp.       | Wed.  | Dlp.  | Wed.   | Dlp.   |
| ---------------------------- | -------------- | -------------- | -------------- | ---------- | ---------- | ----- | ----- | ------ | ------ |
| 2021/22                      | Jong AZ        | Nederland      | Eerste divisie | 1          | 0          | –     | –     | 1      | 0      |
| 2022/23                      | Jong AZ        | Nederland      | Eerste divisie | 1          | 0          | –     | –     | 1      | 0      |
| 2023/24                      | Jong AZ        | Nederland      | Eerste divisie | 21         | 1          | –     | –     | 21     | 1      |
| Carrièretotaal               | Carrièretotaal | Carrièretotaal | Carrièretotaal | 23         | 1          | 0     | 0     | 23     | 1      |
| Bijgewerkt op 2 januari 2025 |                |                |                |            |            |       |       |        |        |